# Mukti Karya (Mesuji Makmur)
Mukti Karya is een bestuurslaag in het regentschap Ogan Komering Ilir van de provincie Zuid-Sumatra, Indonesië. Mukti Karya telt 2058 inwoners (volkstelling 2010).